# J.R. Ewing
John Ross «J. R.» Ewing Jr. es un personaje ficticio y el principal antagonista de la serie de televisión Dallas, interpretado por Larry Hagman, siendo además el protagonista de la película derivada: J. R. Returns (1996). Igualmente es uno de los personajes principales en la subsecuente película televisiva: The War of the Ewings (1998), y es uno de los personajes centrales dentro de la nueva serie Dallas, del 2012. Es un ambicioso e inescrupuloso empresario e inversionista, cuyo único objetivo es ser el hombre más poderoso de la industria petrolera, para lo cual no duda en recurrir a todo tipo de artimañas y acciones que rozan el borde de lo ilícito.
J. R. Ewing era el primogénito de la acaudalada familia Ewing, estando casado con Sue Ellen, de la que fue padre de un niño: John Ross III. Su vida gira en torno a la Ewing Oil, empresa petrolífera familiar, la cual desea controlar en su totalidad, lo cual lo lleva a una sucesiva serie de enfrentamientos con Cliff Barnes, un político y acérrimo rival suyo, así como con su propio hermano: Bobby Ewing.
Maquiavélico y ególatra hasta límites insospechados, ambicioso y vengativo como nadie, J. R., desde el inicio de la serie, demuestra ser un estratega y negociador inigualable, manipulando y valiéndose de las debilidades y fortalezas de los demás, para concretar sus planes, con implacable eficacia, siendo su hijo, John Ross III, la única persona que en verdad le importa, algo que vendrá a convertirse en una suerte de talón de Aquiles, para el despiadado empresario.
Sexualmente insaciable, ha tenido infinidad de amantes, mientras que su relación amor-odio con Sue Ellen era inestable y totalmente imprevisible. Tan solo su padre, Jock, ejercía cierta influencia sobre él e impedía que, mediante sus oscuros negocios, basados en el chantaje y el soborno, llevara a la compañía a la bancarrota. Su sarcástico sentido del humor y su aspecto de antihéroe lo convirtieron en un villano nada común y siempre fiel a sí mismo. 
Fue el antihéroe favorito de Estados Unidos, desde Eddie Haskell. J. R. fue interpretado en su adolescencia por Kevin Wixted en la miniserie Los primeros años (Dallas: The early years). Hagman retomó su papel en las dos secuelas rodadas hasta la fecha: El regreso de J. R. (J. R. returns) y La guerra de los Ewings (War of the Ewings), a pesar de que la serie acabara con su presunto suicidio.
- Datos: Q339289